# Modernist Cuisine
A Modernist Cuisine: The Art and Science of Cooking egy 2011-ben Nathan Myhrvold, Chris Young és Maxime Bilet által írt szakácskönyv, amely egyben lexikon és  útmutató a jelenkori ételkészítés tudományához. A könyv kitér különböző történetekre és alapismeretekre, technikákra és felszerelésekre, élőlényekre, növényekre, hozzávalókra és azok előkészítésére, továbbá a készételek receptjeire is, külön „konyhai útmutató”  című fejezet található a könyvben. A 2010 Gourmand World Cookbook Awards  díjátadón a „a 21. század  első tíz évének legmeghatározóbb szakácskönyve” jelzőt kapta, és a dicsőségek csarnokában is helyet kapott. 2438 oldalt tartalmaz, és egy felmérés szerint 23,7 kilogramm (52 lb) súlyú, valamint a könyv rendelkezik még egy „cookbook to end all cookbooks”, magyarul "az utolsó szükséges recepteskönyv" jelzővel is.

## Történet
A könyv Myhrvold ötlete volt, amikor 2003-ban beszerzett egy vízfürdőt (ez egy mini kád, amelynek a hőmérsékletét nagyon pontosan szabályozni lehet), hogy sous vide-dal foglalkozhasson. Ezen új technika, amely az 1960-as évek óta van jelen, már 2003 óta használatos néhány étteremben. A technológia iránt érdeklődve csupán néhány cikk állt a rendelkezésére és egy könyv (spanyol nyelven) ebben a témában. Az eGullet-en posztolt, és más elismert gasztronómiai fórumokon tájékozódott, de a tájékozódás ezen módja sikertelennek mutatkozott.

## Vélemények
A könyvet pozitív kritikákkal illették, továbbá elismert hivatkozásként is használatos a molekuláris gasztronómiai technikái és az élénk illusztrációi miatt. Ezen kritika azonban megjelent a New York Times és a New Yorker magazinokban, ahol százak ítélték meg a tartalmát, és korlátozónak találták az ételkészítést drága konyhai felszerelések hiányában. Két év múlva publikálták először, a Forbes magazin kritikusa erőteljes „Modernist Cuisine” jelzővel illette, és „az évtized legbefolyásosabb műve a gasztronómiában” jelző jogos örökösének nevezte, továbbá a valószínűleg leghasznosabb könyvnek ítélte meg ebben a műfajban.

## Díjak
A könyv 2010-ben került be a Gourmand Cookbook nevű dicsőségek csarnokába. 2012-ben a James Beard Foundation által létrehozott Az év szakácskönyve és Az ételkészítés hivatásos álláspontja díjakat kapta meg, az International Association of Culinary Professionalstől pedig a Professional Kitchens, Design és Visionary Achievement díjakkal jutalmazták.

## Kiállítások
A Modernist Cuisine fotókiállítása 2013. október 26-án a Pacific Science Centerben volt. A kiállítás az ételek elkészítését és a modern konyhatechnikai eljárásokat jeleníti meg.

## Fordítás
- Ez a szócikk részben vagy egészben  a   Modernist Cuisine című angol Wikipédia-szócikk ezen változatának fordításán alapul.  Az eredeti cikk szerkesztőit annak laptörténete sorolja fel. Ez a jelzés csupán a megfogalmazás eredetét és a szerzői jogokat jelzi, nem szolgál a cikkben szereplő információk forrásmegjelöléseként.